# فیلیپ تروسیه
فیلیپ تروسیه (به فرانسوی: Philippe Troussier) با نام جدید عُمَر تروسیه (زادهٔ ۲۱ مارس ۱۹۵۵ در پاریس) فوتبالیست سابق و مربی فوتبال فرانسوی است. وی در دوران مربی گری در آفریقا به جادوگر سفید شهرت یافته بود.
تروسیه و همسرش در سال ۲۰۰۶ هنگامی که در مراکش اقامت داشتند به اسلام گرویدند. او نام اسلامی عمر را برای خود برگزید، همسرش دومینیک هم نام امینه را برای خود برگزید و آن‌ها دو دختر به نام‌های سلما و مریم را نیز به فرزندی پذیرفتند.